# Discovery (azienda)
Discovery Inc. (precedentemente Discovery Communications) è stata un'azienda statunitense dedicata allo sviluppo e alla gestione di canali televisivi tematici. La compagnia ha iniziato a operare nel 1985 negli Stati Uniti con il suo primo canale chiamato The Discovery Channel.
Il 17 maggio 2021, AT&T e Discovery annunciano il progetto di fusione tra quest'ultima e WarnerMedia. L'8 aprile 2022 le due società danno vita ufficialmente al gruppo Warner Bros. Discovery. Discovery Inc. operava in tutto il mondo offrendo più di 140 canali, raggiungendo più di 1,5 miliardi di persone in 210 paesi diversi, i canali del gruppo sono disponibili in più di 40 lingue diverse. Il 31 luglio 2017 la società ha annunciato l'acquisto di Scripps Networks Interactive per 14,6 miliardi di dollari.

## Azienda
Discovery Inc. aveva la propria sede principale a Silver Spring, Maryland, negli Stati Uniti.

### Proprietà e azionisti
La società Discovery Inc. era una public company quotata in borsa.
Prima del 18 settembre 2008, giorno in cui terminò una ristrutturazione societaria iniziata nel dicembre 2007, la proprietà di Discovery Communications era divisa fra tre azionisti:
- Discovery Holding Company
- Advance/Newhouse Communications affiliato con Advance Publications
- John S. Hendricks, Fondatore e Presidente del Consiglio di Amministrazione

### Organigramma

#### Consiglio di amministrazione
- John S. Hendricks: Fondatore e Presidente del Consiglio di Amministrazione di Discovery Inc.
- David M. Zaslav: Presidente e Amministratore Delegato di Discovery Inc.
- Robert R. Beck: Consulente Finanziario
- Robert R. Bennett: Amministratore Delegato di Hilltop Investments
- Paul A. Gould: Amministratore Delegato di Allen & Company, LLC
- Lawrence S. Kramer: Senior Advisor di Polaris Venture Partners
- Dr. John C. Malone: Presidente del Consiglio di Amministrazione di Liberty Media Corporation e Liberty Global, Inc.
- Robert J. Miron: Presidente del Consiglio di Amministrazione di Advance/Newhouse Communications
- Steven A. Miron: Amministratore Delegato di Bright House Networks
- M. LaVoy Robison: Direttore Esecutivo di The Anschutz Foundation
- J. David Wargo: Presidente di Wargo & Company, Inc.

#### Gestione aziendale
- Joe Abruzzese: Presidente Pubblicità e Marketing
- Adria Alpert Romm: Vice Presidente Risorse Umane
- Bruce Campbell: Direttore dello Sviluppo e del Consiglio Generale
- Bill Goodwyn: Presidente e Amministratore Delegato di Discovery Education
- Mark Hollinger: Presidente e Amministratore Delegato di Discovery Networks International
- David C. Leavy: Direttore Comunicazione e Vice Presidente Esecutivo Marketing & Affari
- Jean-Briac (JB) Perrette: Direttore area Digitale (Chief Digital Officer)
- Brad Singer: Vice Presidente Esecutivo Direttore Finanziario

#### Business & Brand management
- Eileen O'Neill: Presidente del gruppo Discovery e TLC Networks
- W. Clark Bunting: Presidente e General Manager di Discovery Channel
- Marjorie Kaplan: Presidente di Animal Planet e Science Networks
- Henry Schleiff: Presidente e General Manager di Investigation Discovery e Military Channel
- Deborah Myers: Vicepresidente e General Manager di Science Channel
- Tom Cosgrove: Presidente e Amministratore Delegato di 3net
- Margaret Loesch: Presidente e Amministratore Delegato di The Hub

#### Gestione internazionale
- Mark Hollinger: Presidente e Amministratore Delegato di Discovery Networks International
- John Honeycutt: Vicepresidente e Direttore Operativo di Discovery Networks International
- Luis Silberwasser: Vicepresidente e Direttore Operativo di Discovery Networks International
- Dee Forbes: Presidente e Amministratore Delegato di Discovery Networks Western Europe
- Tom Keaveny: Presidente e Amministratore Delegato di Discovery Networks Asia-Pacific
- Kasia Kieli: Presidente e Amministratore Delegato di Discovery Networks Central & Eastern Europe, Middle East and Africa
- Enrique R. Martínez: Presidente e Amministratore Delegato di Discovery Networks Latin America/U.S. Hispanic

## Divisioni aziendali
Discovery Inc. opera mediante diversi gruppi:
- Discovery Networks
- Discovery Networks International
- Discovery Commerce
- Discovery Education
- Discovery Digital Media
- Discovery Studios
- Discovery Enterprises International

### Discovery Networks
La compagnia ha iniziato ad operare nel 1985 con un solo canale, Discovery Channel. Nel 1991, ha acquistato il canale rivale The Learning Channel.
Nella metà degli anni 90 Discovery Communications ha iniziato a sviluppare nuovi canali, il primo è stato Animal Planet, lanciato in cooperazione con la BBC nel 1996. Nell'ottobre del 1996 sono stati lanciati altri quattro canali: Discovery Kids, Discovery Travel & Living Network, Discovery Civilization Network and Discovery Science Network. Seguiti poi nel 1998 dal lancio di Discovery Wings e Discovery Health Channel.
Negli anni a seguire il gruppo ha effettuato una serie di acquisti: nel 1997 Travel Channel, nel 1998 CBS Eye on People (divenuto in seguito Discovery People) e nel 2001 The Health Network (divenuto FitTV).
I canali Discovery sono stati tra i primi a passare all'Alta Definizione, il primo canale è stato Discovery HD Theater nel 2002, rinominato in seguito HD Theater. Nel 2007 il gruppo ha lanciato i primi canali simulcast in Alta Definizione, Discovery Channel, The Learning Channel, Animal Planet e Discovery Science.
La divisione Discovery Networks distribuisce i seguenti canali:
| Canale                         | Data di lancio | Descrizione |
| ------------------------------ | -------------- | --- |
| Discovery Channel              | 1985           | Canale principale del gruppo |
| TLC                            | 1980           | Acquistato da Discovery Communications nel maggio 1991, precedentemente chiamato The Learning Channel                                      |
| Animal Planet                  | 1996           | Lanciato utilizzando prevalentemente lo spazio satellitare liberato dalla chiusura del Network WOR EMI Service                             |
| OWN: The Oprah Winfrey Network | 2011           | Proprietà in Joint venture con Harpo Production.                                                                                           |
| Investigation Discovery        | 1996           | Precedentemente chiamato prima Discovery Times e in seguito Discovery Civilization                                                         |
| Science                        | 1999           | Precedentemente chiamato Discovery Science                                                                                                 |
| The Hub                        | 2010           | Precedentemente chiamato Discovery Kids |
| Military Channel               | 1999           | Precedentemente chiamato Discovery Wings                                                                                                   |
| Planet Green                   | 1998           | Precedentemente chiamato prima Discovery Home e in seguito Discovery Home and Leisure                                                      |
| Discovery Fit & Health         | 2011           | Fusione tra i due canali Discovery Health Channel e FitTV                                                                                  |
| Velocity                       | 2002           | Canale solamente in HD. Precedentemente chiamato prima Discovery HD Theater e in seguito HD Theater                                        |
| Discovery en Español           | 1998           | Versione in spagnolo del canale Discovery Channel                                                                                          |
| Discovery Familia              | 2007           | Canale educativo in lingua spagnola |
| 3net                           | 2011           | Canale che trasmette in 3D 24 ore al giorno, non esiste corrispettivo in HD o in SD, canale offerto tramite Joint venture con Sony e IMAX. |

### Discovery Networks International
Il gruppo Discovery distribuisce 26 canali televisivi internazionali, l'azienda inoltre impiega una strategia di localizzazione molto vasta, offre infatti canali televisivi tradotti in 44 lingue diverse.
Nel febbraio del 2011 la divisione Discovery Networks International ha subito una pesante ristrutturazione, inizialmente era suddivisa in tre branche: un'unica divisione europea, una divisione che serviva l'area asiatica e una divisione che serviva l'area latino americana.
In seguito la divisione europea venne suddivisa in due branche: Discovery Networks UK e Discovery Networks EMEA, negli anni successivi la politica aziendale portò a un'ulteriore suddivisione dell'area europea fino ad arrivare alla creazione di svariate divisioni localizzate per ogni singolo paese europeo: Discovery Networks Italia, Discovery Networks Deutschland, Discovery Networks UK & Ireland, Discovery Channel Norvegia, Discovery Channel Germania, ecc.
Oggi invece le varie localizzazioni europee sono state riunite nuovamente in due divisioni regionali: Discovery Networks Western Europe e Discovery Networks Central & Eastern Europe.
In totale quindi Discovery Networks International comprende quattro divisioni regionali, le due divisioni europee Discovery Networks Western Europe e Discovery Networks Central & Eastern Europe e le altre due divisioni Discovery Networks Asia-Pacific e Discovery Networks Latin America. Ad oggi Discovery Networks International ha posizionato 32 uffici internazionali sparsi in sei continenti, gli uffici principali sono quattro e si trovano ognuno all'interno di una divisione regionale diversa: Londra, Varsavia, Singapore e Miami.

#### Western Europe
Discovery Networks Western Europe ha lanciato nel 1989 il primo canale internazionale del gruppo. Oggi, 16 diversi canali raggiungono più di 270 milioni di persone in 30 paesi diversi. La divisione è diretta da Dee Forbes (Presidente e Amministratore Delegato di Discovery Networks Western Europe), il quartier generale della divisione si trova a Londra mentre i restanti uffici regionali sono 8 e si trovano a: Amsterdam, Copenaghen, Helsinki, Madrid, Milano, Monaco, Oslo e Stoccolma.

#### Asia-Pacific
La divisione Discovery Networks Asia-Pacific è nata nel 1994, oggi, 7 diversi canali (ad esempio Discovery Channel Australia, ) servono 34 paesi dell'area. La divisione è diretta da Tom Keaveny, Presidente e Amministratore Delegato di Discovery Networks Asia-Pacific, il quartier generale si trova a Singapore. Altri uffici regionali sono invece situati a: Bangalore, Pechino, Chennai, Hong Kong, Mumbai, Nuova Delhi, Seul, Shanghai, Sydney, Taipei e Tokyo.

#### Latin America / US Hispanic
La divisione Discovery Networks Latin America / U.S. Hispanic è nata insieme alla divisione asiatica nel 1994. Oggi distribuisce 12 canali che coprono un'area di 36 paesi. Diretta da Enrique Martinez, Presidente e Amministratore Delegato, il quartier generale della divisione si trova a Miami. Sono presenti anche 4 uffici regionali che si trovano a: Buenos Aires, Città del Messico, New York e San Paolo.

#### Central & Eastern Europe, Middle East, Africa
Nata nel 1989, inizialmente unita alla divisione Discovery Networks Western Europe formava un'unica divisione chiamata Discovery Networks Europe. Oggi, Discovery Networks CEEMEA (Central & Eastern Europe, Middle East and Africa), offre 9 canali in più di 105 paesi diversi. Presidente e Amministratore Delegato della divisione è Katarzyna Kieli, il quartier generale si trova a Varsavia, mentre gli altri uffici regionali si trovano a: Almaty, Bucarest, Budapest, Kiev, Londra, Mosca e Praga.

Logo Discovery Commerce

### Discovery Commerce
Discovery Commerce è la divisione del gruppo che gestisce la parte legata al commercio elettronico, il Negozio online vende materiale legato alla programmazione dei vari canali del gruppo Discovery, soprattutto DVD, Blu-Ray, giocattoli educativi per bambini, libri, vestiario e gadgets. Il negozio online vende il materiale che precedentemente veniva venduto direttamente nei negozi fisici del gruppo Discovery, sono stati chiusi a partire dal 2007.

### Discovery Education

Logo Discovery Networks International

Logo Discovery Education

Discovery Education è la divisione che offre materiale educativo per le scuole tramite l'utilizzo di supporti multimediali come DVD e anche tramite internet. Discovery Education opera tramite un servizio in streaming a banda larga, il servizio è fruibile esclusivamente nel territorio degli Stati Uniti.
Nell'Aprile del 2006, il gruppo Discovery Education ha acquistato la compagnia ThinkLink Learning, con sede a Nashville in Tennessee, ora la compagnia ha preso il nome di Discovery Education Assessment.

Logo Discovery Networks

La divisione Discovery Education si suddivide nelle seguenti branche:
- Discovery Education Streaming: servizio di insegnamento tramite Video on demand.
- Discovery Education Science: risorse di insegnamento per scuole elementari e medie, le risorse includono video interattivi, eBooks, letture e laboratori virtuali.
- Discovery Education Health: branca che si occupa dell'educazione sanitaria, offre contenuti che coprono nove temi fondamentali dalla nutrizione alla violenza, vengono messi a disposizione video, atlanti del corpo umano e libri elettronici.
- Discovery Education Assessment: Discovery Education Assessment ha il compito di misurare i progressi degli studenti delle scuole elementari e medie durante tutto l'anno e ne prevede il rendimento annuale.

### Discovery Digital Media

Logo Discovery Digital Media

Discovery Digital Media è la divisione che si occupa della gestione e della trasmissione in tutto il mondo dei contenuti multimediali del gruppo Discovery tramite siti internet, dispositivi mobile, Video on demand e IPTV.
La divisione Discovery Digital Mediasi suddivide nelle seguenti branche:
- Discovery Online: questa branca si occupa della gestione dei vari siti internet del gruppo Discovery , si occupa anche della gestione dei siti web HowStuffWorks, TreeHugger e Petfinder.
- Discovery Mobile: servizio mobile utilizzabile con un telefono cellulare con connessione a internet disponibile esclusivamente nel territorio degli Stati Uniti, offre una programmazione 24 ore su 24 delle principali trasmissioni che vanno in onda nei principali canali del gruppo Discovery. È tuttavia possibile aggirare tale limitazione con server vpn, sebbene la pratica sia illegale in alcuni paesi.
- Discovery On-Demand: servizio Video on demand che offre una selezione di programmi scelti tra i vari canali del gruppo, il servizio è disponibile tramite tutti i principali operatori via cavo degli USA e in altri 10 paesi tra cui Belgio, Danimarca, Finlandia, Germania, Italia, Spagna, Svizzera e Inghilterra.